# Rami Al Hajj
Rami Al Hajj (in arabo رامي الحاج‎?; Beirut, 17 settembre 2001) è un calciatore libanese naturalizzato svedese, centrocampista del Silkeborg.

## Biografia
Nato in Libano, Al Hajj ha cambiato nome in "Rami Hajal" quando si è trasferito in Svezia all'età di 2 anni. Il 15 settembre 2021 cambiò il cognome in Al Hajj.

## Caratteristiche tecniche
È un trequartista che ama agire tra le linee.

## Carriera

### Club
Entrato a far parte del settore giovanile del Falkenberg, vi è rimasto fino al 2018 quando è passato agli olandesi dell'Heerenveen. Ha esordito in prima squadra il 18 gennaio 2020 disputando l'incontro di Eredivisie perso 3-1 contro il Feyenoord.

### Nazionale
Ha giocato nelle nazionali giovanili svedesi Under-19 ed Under-21.

## Statistiche
Statistiche aggiornate al 20 febbraio 2020.

### Presenze e reti nei club
| Stagione        | Squadra         | Campionato      | Campionato | Campionato | Coppe nazionali | Coppe nazionali | Coppe nazionali | Coppe continentali | Coppe continentali | Coppe continentali | Altre coppe | Altre coppe | Altre coppe | Totale | Totale | Totale |
| Stagione        | Squadra         | Comp            | Pres       | Reti       | Comp            | Pres            | Reti            | Comp               | Pres               | Reti               | Comp        | Pres        | Reti        | Pres   | Reti   |        |
| --------------- | --------------- | --------------- | ---------- | ---------- | --------------- | --------------- | --------------- | ------------------ | ------------------ | ------------------ | ----------- | ----------- | ----------- | ------ | ------ | ------ |
| 2019-2020       | Heerenveen      | ED              | 3          | 0          | CO              | 2               | 0               |                    | -                  | -                  |             | -           | -           | 5      | 0      |        |
| Totale carriera | Totale carriera | Totale carriera | 3          | 0          |                 | 2               | 0               |                    | -                  | -                  |             | -           | -           | 5      | 0      |        |